# ترا نتورکس
ترا نتورکس (به انگلیسی: Terra Networks, S. A.) که اغلب به نام ترا خوانده می‌شود، یک شرکت اینترنتی چندملیتی است که مقر آن در اسپانیا قرار دارد. ترا که جزئی از گروه تلفونیکا به شمار می‌آید، به عنوان یک پورتال وب یا یک ارائه دهندهٔ خدمات اینترنتی در آمریکا، اسپانیا، و ۱۶ کشور آمریکای لاتین فعالیت دارد.